# Distrito de Ungheni
El distrito de Ungheni es uno de los raion en la parte central de Moldavia. Su centro administrativo (Oraş-reşedinţă) es la ciudad de Ungheni. La otra ciudad principal es Cornești. El 1 de enero de 2005, su población era de 110.800 habitantes.

## Subdivisiones
Comprende las ciudades de Ungheni y Cornești (con la pedanía de Romanovca) y las siguientes comunas:
- Agronomovca
- Alexeevca
- Boghenii Noi
- Buciumeni
- Bumbăta
- Buşila
- Cetireni
- Chirileni
- Cioropcani
- Condrăteşti
- Cornești
- Cornova
- Costuleni
- Floriţoaia Veche
- Hîrceşti
- Măcăreşti
- Măgurele
- Mănoileşti
- Morenii Noi
- Năpădeni
- Negurenii Vechi
- Petreşti
- Pîrlița
- Rădenii Vechi
- Sculeni
- Sineşti
- Teşcureni
- Todireşti
- Unţeşti
- Valea Mare
- Zagarancea